# Ceramius toriger
Ceramius toriger är en stekelart som beskrevs av Schulthess 1935. Ceramius toriger ingår i släktet Ceramius och familjen Masaridae. Inga underarter finns listade.